# Рєпіно (Санкт-Петербург)
Рєпіно (до 1948 року — Куоккала, від фін. Kuokkala) — селище в Росії ,  внутрішньоміське муніципальне утворення у складі Курортного району міста федерального значення Санкт-Петербурга. Однойменна платформа Жовтневої залізниці на ділянці Санкт-Петербург — Виборг.

## Назва
За однією з версій, що існувала до 1948 року фінська назва селища Куоккала, це видозмінена форма від "Коуккула" (від фін. koukku - рибальський гачок).
1 жовтня 1948 року, згідно з указом Президія Верховної Ради РРФСР Президії Верховної Ради РРФСР, селище Куоккала було перейменовано на честь українського живописця І. Є. Репіна.

## Історія
У середні віки село Куоккала займало великі території, розташовані в нижній течії Сестри (річка в Ленінградській області) аж до її гирла. За умовами Ореховецького мирного договору, в якому вперше згадується дана територія, укладеного в 1323 році між Новгородською республікою і Швецією. Право прикордонної риболовлі зберігалося більше двох століть.
Часті війни та прикордонні сутички робили проживання у цих місцях небезпечним. У 1568 році в спустошеному після чергової війни селі оселилося 5 селянських сімей. У 1590 році в податокових списках Куоккала значилося вже 12 господарств, але всі вони зникли на рубежі століть. Більшість жителів прийшла в Куоккала після Північної війни з північної волості Ківенапа.
Російське та фінське населення жило тут по сусідству протягом кількох століть. Про це свідчить місцева топоніміка. Друга назва Західної Куоккали - Ванассі. Як вважають, це фінізована форма імені Опанас. Вже XVII столітті на перехресті прибережної дороги і дороги на село Хаапала стояв кабак, який у наступному столітті стали називати кабаком Афанасьєва, мабуть, на прізвище його власника. Від нього село Західна Куоккала і отримало своє друге ім'я.
На північ від станції Куоккала невелика ділянка території також була забудована дачами, за якими починалося велике [болото] Понтуса. Ім'я знаменитого шведського полководця Делагарді, Понтус Понтуса Делагарді зафіксувалося в місцевій топоніміці тому, що під час свого походу на Російське царство в 1580 році війська Понтуса проклали через це болото потужні гатовані мости, якими перевозили важкі гармати. 
У 1714 році за указом Петра I на південних прирічних луках села Куоккала почалося будівництво Сестрорецького збройового заводу. Через півтора століття між фінляндським населенням і керівництвом заводу виникли тертя, внаслідок чого в 1864 році Сестрорецька слобода разом зі збройовим заводом була передана зі складу автономної Фінляндії до складу Санкт-Петербурзька губернія Санкт-Петербурзької губернії .
Після відкриття в 1870 році Фінляндської залізниці землі стали активно скуповуватися і забудовуватися багатими петербуржцями. У 1889 році в Куоккалі була побудована Зупинна платформа, яка перетворилася на станцію в 1897 році. Потім у південній частині Куоккали з'явилася ще одна платформа, яка у 1906 році також стала станцією. Вона була побудована на кошти фінського підприємця, який жив у Санкт-Петербургі, Олафа (Оллі) Уллберга. На ім'я свого засновника станція та прилегла до неї місцевість отримали незабаром назву «Олліла» (сучасне Сонячне).
Дачна експансія досягла такого розмаху, що місцеве населення виявилося на правах національної меншини. Економічна вигода згладжувала напруженість. Ситуація загострювалася лише під час проведення бобриківської політики русифікації Фінляндії. Село перетворилося на петербурзький курорт, що знаходиться на території автономного князівства. Російські більшовики в 1905—1907 роках називали Фінляндію «червоним тилом революції». У Куоккала у більшовиків була своя резиденція — дача «Ваза», на якій у свій час ховався В. І. Ленін.
З самого початку масової забудови головною вулицею став Великий проспект включаючи нинішнє Приморське шосе, де любили ходити дачники, що заглядали в загальнодоступний парк Рідінгер. Перший православний храм був збудований у 1894 році в парку, але згорів на Великдень 1909 року. Відбудований заново будинок храму згорів під час пожежі 9 квітня 1916 року, викликаного ударом блискавки. Нова, відбудована через рік, діяла до 1939 року. 
У 1917 році майже біля самого кордону, на правому березі річки Сестри з'явилася ще одна станція, що отримала назву «Білоострів Раяйоки», як і фінська назва прикордонної річки. Зараз на правому березі Сестри розташовується селище Дюни (у межах Білоострова). На початку XX століття Куоккала стає найпопулярнішим дачним місцем у творчої інтелігенції Петербурга. Тут знаходилися дача І. Рєпіна, Л. М. Андрєєва, М. М. Євреїнова, К. І. Чуковського (дача «Лінтула»), В. В. Маяковського та багато інших. ін.

Протягом XX століття Куоккала пережила три війни і всі вони залишили свій слід. 23 квітня 1918 року в районі станції Куоккала йшов бій між білими загонами майора Бонсдорфа і червоними фінами, на допомогу яким підійшов бронепоїзд з Теріоки, а також близько 700 більшовиків, що прибули з Петрограда. У бою загинуло 28 білих та понад 60 червоних бійців. На згадку про цю битву на станції Куоккала 23 квітня 1921 року було відкрито монумент, встановлений на братській могилі. На ньому були вибиті імена полеглих і слова: 
За законом предків у смерть вони вступили, Святу спадщину залишивши після себе.
 Розстріляні більшовиками 24 квітня 1918 року при відступі червоного бронепоїзда.
До 1939 року село Куоккала входило до складу волості Теріокі Виборгської губернії. Вона складалася з двох частин: Західної Куоккали (фін. Länsi-Kuokkala) та Дальньої Куоккали (фін. Perä-Kuokkala). Дальня Куоккала у свою чергу умовно ділилася на два селища: Сонячне (Санкт-Петербург) Олліла і Раяйоки.
Перед війною 1939—1940 років у Західній Куоккалі було близько 160 житлових будинків, 5 готелів і пансіонатів, школа, 4 магазини, 2 аптеки, Будинок Союзу робітників, Будинок Молодіжного товариства, поліцейська ділянка, баптизм баптистський будинок молитви і православна церква Рюдінгера. У Дальній Куоккалі було близько 120 житлових будинків та дач, 2 школи, кілька магазинів, будинок молитви та десяток громадських будівель.
У 1948 році селище було перейменовано на честь Є. Рєпіна. Тут у своїй садибі «Пенати» художник жив і був похований. Після війни садибу було відновлено, і в ній організовано музей.
На початку серпня в день народження Є. Рєпіна муніципальна Рада вирішила відзначати свято День селища Рєпіно. Привід — перша згадка в літописі та Указ про перейменування селища .
У XXI столітті селище розвивається як великий комплекс санаторно-курортних установ. Є необхідний мінімум установ селищної інфраструктури: пошта, банк, аптека, магазини, ресторани, автосервіс, дачне господарство, відділення поліції , школа, вокзал.
У 2013 році в створі Великого проспекту над залізницею планувалося побудувати за проектом державного інституту «Ленгіпроінжпроект» грандіозну розв'язку. Вартість підписаного контракту 2,1 млрд рублів. В результаті буде ліквідовано залізничний переїзд Сестрорецькі Береги.
У 2014 році в Рєпіно відкрився «Центр вивчення та збереження морських ссавців».

## Населення
- ▼ 2888 осіб (2021)

## Уродженці та відомі жителі
У 1911 році в Куоккалі народився Ботвинник Михайло Мойсейович — радянський гросмейстер, багаторазовий чемпіон світу з шахів, 6-й в історії шахів і 1-й радянський чемпіон світу (1948—1957, 1958 -1960, 1961-1963). Доктор технічних наук, професор.
Російський і французький художник Пуні Іван Альбертович (1892-1956) протягом творчого розвитку кілька разів кардинально змінював художню манеру від авангардизма, кубізма, футуризма і супрематизма до ліричного примітивізма народився в Куоккалі.
Корній Іванович Чуковський (ім'я при народженні — Микола Корнійчуків, 19 [31] березня 1882, Санкт-Петербург — 28 жовтня 1969, Москва) — російський радянський поет, публіцист, літературний критик, перекладач і літературознавець, дитячий письменник, журналіст. Батько письменників Миколи Корнійовича Чуковського і Лідії Корніївни Чуковської. Найбільш видаваний у Радянському Союзі та Росії автор дитячої літератури: тираж книг Чуковського за 2017 рік перевищив два мільйони екземплярів. Чуковський жив у Куокколі з 1912 року на власній дачі.
Ілля Юхимович Рєпін— український живописець, педагог, професор, дійсний член Імператорської Академії мистецтв. Жив з 1899 року в Куокколі, де помер і був похований у власному маєтку.

## Пам'ятки

### Репінські «Пенати»
Садиба Іллі Юхимовича Рєпіна розташована за два кілометри від центру селища, поряд з Приморським шосе у хвойному лісі. Художник тут мешкав з 1899 року. Садиба входить в об'єкти Культурної спадщини РФ, а також ЮНЕСКО.

### Пам'ятникІ. Ю. Репіну

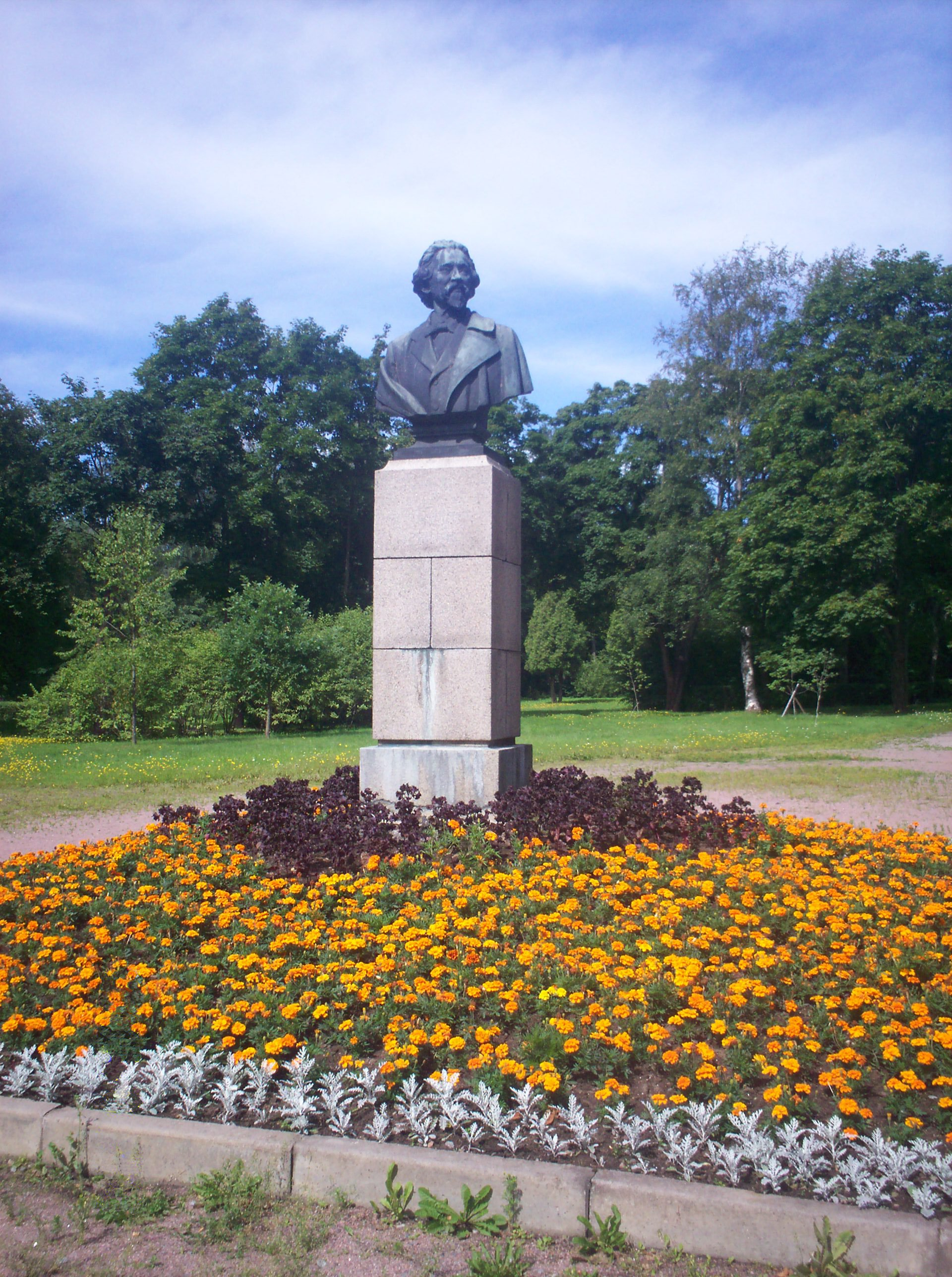
Бюст І. Е. Рєпіна в Рєпіні. Скульптор Манізер М. Г.

У центрі селища Рєпіно, в саду поставлено бюст І. Є. Репіну, на честь якого названо селище. Погруддя стоїть на гранітному постаменті, висотою близько двох метрів з написом «Ілля Рєпін».

### Центральний парк (Парк Рєпіно)
Між залізничною платформою «Репіно» і Приморським шосе, поряд з Нагірною вулицею розбитий досить великий парк на місці колишнього пустиря. Через нього проходить одна центральна доріжка (від пансіонату «Зоря» до «Буревісника»).
По східному кордону парку був проритий неглибокий канал, що йде від котельні селища Рєпіно і пансіонату «Зоря» до Приморського шосе, впадаючи в нижній течії в Ставок закоханих. сердець.
До 1917 року на місці цього парку знаходилася дача Родінгера з парком та церквою. У XXI столітті колишній пустир упорядкований під муніципальний сад.

### Чукоккала

#### Відомі люди
З дачею Чуковського, названої жартома «Чукоккала», пов'язане перебування в Куоккала багатьох відомих персоналій Чукоккала. Рукописний альманах Корнея Чуковського. М., 2006, С. 52, 54, 64, 66, 81, 96, 114, 130, 139. [Чукоккала]]". 1979 року перше видання альманаху було підготовлено до друку внучкою Чуковського Оленою.
- Андрєєв, Леонід Миколайович;
- Анненков, Юрій Павлович;
- Бродський Ісаак Ізраїльович — художник;
- Бунін Іван Олексійович — письменник;
- Бурлюк Давид Давидович — поет;
- Максим Горький — письменник, «Буревісник революції»;
- Григор'єв Борис Дмитрович — художник;
- Євреїнов Микола Миколайович;
- Каменський Василь Васильович — поет, авіатор;
- Лівшиць Бенедикт Костянтинович — поет-футурист;
- Мандельштам Осип Емільович — поет;
- Пуні Іван Альбертович (народився в Куоккалі);
- Шаляпін Федір Іванович;
- Щепкіна-Куперник Тетяна Львівна.

Був частим гостем у Пенатах у Рєпіна. У Куоккалі (нині Рєпіно) оселився за потребою після подій «кривавої неділі» та місячного ув'язнення у Петропавлівській фортеці. Жив на віллі Ерстрема, яка називалася «Лінтула», разом з громадянською дружиною Андрєєвою Марією Федорівною. Вілла не збереглася, на її місці був знаменитий за радянських часів будинок відпочинку ім. Горького. Вілла була місцем для зв'язку керівників ЦК РСДРП Буреніним Н. Є., Гарін-Михайловським Н. Г. У Куоккалі Горький вступив у партію більшовиків, почав п'єсу «Варвари», завершив п'єсу «Діти сонця». 17 липня 1905 року в Куоккалі відбулася перша постановка цієї п'єси.

- Маяковський, Володимир Володимирович закінчив у 1915 році роботу над своєю першою поемою «Хмара у штанах».

У Куоккалі, де Маяковський, «хитаючись пляжем», крокував розжарені рядки поеми. «Це тривало годин п'ять чи шість — щодня, — згадував К. Чуковський. — Щодня він виходжував берегом моря 12-15 верст. і сонця давно вже став блакитним, а він все не припиняв своєї шаленої ходьби… Коли Маяковський жив у Куоккалі, він, звичайно, бував у Чуковського. — Євреїнова і т. д.».

К. Чуковський про поїздку в Куоккалу 1925 року:

…Їхав я в Куоккалу з хвилюванням,— згадував, вдивлявся, впізнавав; снігу мало, дорога суцільний лід; приїхавши до Дворницької до Дмитрія Федосійовича, зупинився у нього. Але не заснув ні на мить. Вночі встав, одягнувся і пішов на репинську дачу. Ворота нові, малюнок інший, а всередині все по-старому, шумить фонтан (ніби хтось ногами човгає), навіть обриси дерев ті ж самі. Був я й у себе на дачі — провалювався в сніг — ось кімната, де був мій кабінет, лишилося дві-три полиці, лишився стіл та подертий диван, ось дитяча, ось знаменитий карцер — так і здається, що зараз втече маленький Кільця з маленькою Лідкою. Найдивовижніше — це знайомі обриси будинків і дерев. Броджу в темряві, під зірками, і раптом встане паркан чи одвірок удома, і я кажу: «так, так! ті самі». Не думав про них жодного разу, але виявляється, всі ці роки носив їх у себе в голові. Всю ніч мене тягло до Рєпіна якимось нездоланним магнітом.

#### Розташування дачі Чукоккала
1912 рік: на ім'я Чуковського К. І. за участю І. Є. Рєпіна, придбана дача в п. Куоккала (п. Рєпіно) навскіс від «Пенати Іллі Юхимовича Рєпіна, де Чуковські жили і взимку. Ось як описують сучасники місце розташування цієї дачі (на плані знаменитих місць п.18):

Дача виходить у Фінську затоку. Вона двоповерхова, з деяким відгомоном англійського котеджу... Маєток з двох сторін відокремлено від сусідів парканом, з третього боку — водою струмка, з четвертої, від берега моря його не відділяло нічого... Опинившись після 1918 року за кордоном, дача була розграбована... К. І., маючи в Москві «повний набір радянських благ», намагався відвоювати дачу для сина, але його права на куоккальський будинок не визнали. Будинок став обкомівською дачею, ніколи офіційно не вважався чимось особливо цінним для російської культури - і згорів дотла в 1986 році ... —  
Поруч із дачею на березі Фінської затоки стоїть «бартнерівська» стінка, викладена з каменів «рапаківі», скріплених залізними скобами та бетонним розчином. На цій стінці раніше стояла старовинна альтанка за високим глухим парканом. Альтанку прибрали на прохання мешканців ВЦРПС в обкомівській дачі, оскільки вона привертала загальну увагу. Будинок Чуковського протягом багатьох років належав Управлінню дачного обслуговування Ленгорвиконкому. Це була будівля № 2. Від колишнього планування нічого не залишилося. Зникли в дощатих перегородках вітальня-їдальня, що займала півбудинки, зі знаменитим дачним столом та самоваром. Тут малювали Рєпін та Анненков, імпровізував Микола Євреїнов, читав вірші Маяковський. Нові мешканці, які оселилися в клітках, знали, що живуть у знаменитому будинку, з гордістю говорили про це своїм знайомим. Будинок ставав дедалі популярнішим. Сюди приходили і приїжджали тисячі людей, бо Чукоккала була одним із об'єктів екскурсії літературними місцями Карельського перешийка. Автобуси приїжджали до «Пенатів», і після огляду садиби художника екскурсоводи звертали увагу публіки на двоповерховий кубоподібний будинок зеленого (1967 року) кольору, що стоїть навкруги через Приморське шосе від «Пенат». Навіть галявину перед будинком довелося заасфальтувати, щоби важкі екскурсійні «Ікаруси» могли розвернутися. Мешканці будинку опинилися в облозі. Дачники в оточенні екскурсантів! Централізовано паркани навколо дач були прибрані. Будинок був оголений і загальнодоступний. Почали вішати оголошення, що забороняють підходити до будинку. Поширили версію, що це не будинок Чуковського, а просто будова №2, чим принижувалося значення культурної спадщини. Але були ще живі ровесники віку, які виросли у Куоккалі по сусідству із сімейством Чуковських. Це архітектор Заварзін А., син булочника Голубєв, вчителька дітей Малініна Наталія Євгенівна. Вони багато уточнили, помітили на карті. Фотографію будинку підтвердив і сам Корній Іванович. Будинок було знято у фільмі «Чукоккала». Фільм про будинок та альманаху. Усі ці документи збирали співробітники музею «Пенати» з метою поставити будинок під охорону ДІОП та зробити його філією музею.
Пожежа сталася в ніч із 31 серпня на 1 вересня 1986 року. Версія — хтось перетопив піч. Будинок згорів частково з боку затоки, а з боку шосе залишилися стіни та веранди. Зважаючи на аварійний стан, він був списаний з балансу Управління дачного обслуговування Ленгорвиконкому як такий, що становить небезпеку. Працівники музею «Пенати» намагалися домогтися відновлення будівлі, хоча б на тому самому фундаменті і з тим самим зовнішнім виглядом: підготували історичну довідку, організували телезйомки. Телепередача була включена до програми на 3 травня 1987 року, але її з ефіру зняли. У травні того ж року будинок було розібрано. Тепер на цьому місці гладке місце викопали навіть фундамент. Телепередачу все ж таки через рік показали, у «Радянській культурі» надрукували статтю про плачевний стан колишньої Чукоккали. Ленгорвиконком відповів, що й раді б відбудувати заново, та документальних матеріалів ніяких немає. Влітку 1986 року будова №2 значилася по вул. Кронштадтській, 10 (вона ж Прикордонна, 3. Проживали у будинку працівники обласного та районних комітетів КПРС.
Із документів 6-го загону воєнізованої пожежної охорони Сестрорецького району: 

Сетопослання. 1 вересня 1986 року о 00.40 у селищі Сонячне, що на вулиці Кронштадтській, 10, у дачі № 2 ДЕХ-5 виконкому Ленміськради сталася пожежа. Пожежу ліквідовано силами Комаровського, Зеленогірського та Сестрорецького відділень 6-го загону ВПО. Використовувалося шість стволів із встановленням на пожежний гідрант. Будівля є дерев'яною двоповерховою рубаною, обшитою вагонкою, критою шифером, розміром 12х10х8 м. Електропроводка справна, «жучків» немає. Опалення пічне у справному стані. Під час пожежі обгоріло 160 м². стін та перегородок. Згоріли та обрушилися стельові перекриття над приміщеннями кухонь 1-го та 2-го поверхів та кімнат, розташованих у західній частині будівлі. Збереглася одна кімната. Будинок будівлі до 1917 року, знос понад 100 відсотків. За своїм згорілим майном ДЕХ-5 становив акт у сумі 678 крб. За незастрахованим майном громадян збитків немає відповідно до їх заяв. У ході перевірки встановлено, що пожежа сталася в кімнаті громадянина Ніканорова В., який проживав на першому поверсі в кімнаті № 2, від необережного поводження з вогнем. Під час огляду приміщення виявлено прогар праворуч від входу до кімнати. З пояснень орендарів даної кімнати встановлено, що перед виходом з дачі всі електроприлади були відключені, оглянуто приміщення, печі не топилися. Причина пожежі - необережне поводження з вогнем. Другий висновок, з урахуванням осередку та опитування орендарів. Причиною пожежі стало проникнення в будівлю сторонніх осіб з метою скоєння крадіжки особистого майна та подальшого підпалу. Сестрорецьке РУВС «Дело» направило на пожежну експертизу. У порушенні кримінальної справи відмовлено, справа перебуває в архіві. Вина гр. Ніканорова В. В. не доведена, причина пожежі — невідома. З таким формулюванням справа закрита. У кімнаті Ніканорова в розетці виявлено обгорілий трійник. Дружина курить. Причина - або коротке замикання, або сигарета.

Станом на 2011 рік це місце порожнє і за вказаними прикметами можна визначити, де була дача.

## Рєпіно в кіно
У 2015—2016 роках у селищі знімалися епізоди міні-серіалу «Чудні справи твої, Господи!»

## Галерея

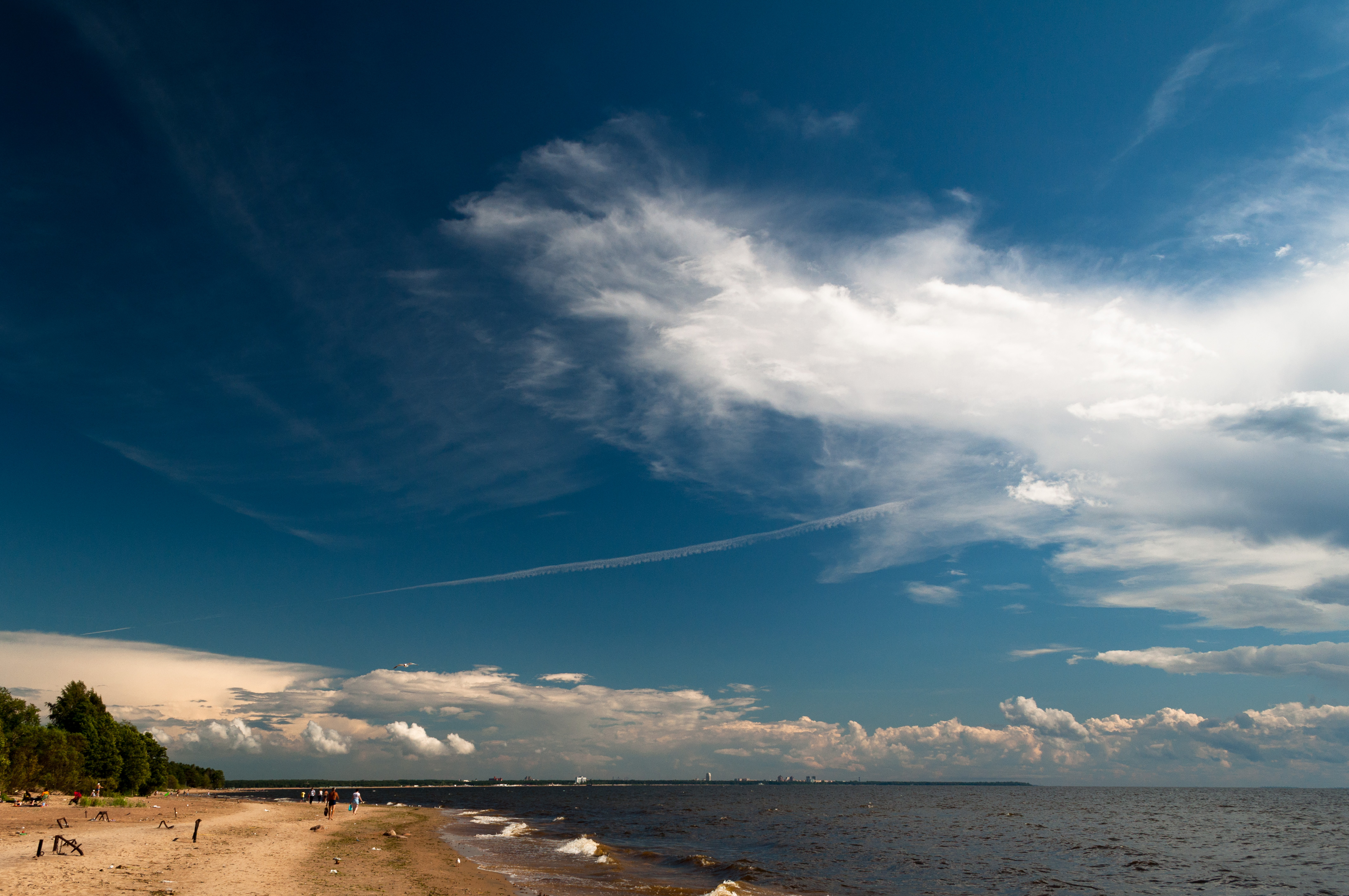
Узбережжя Фінської затоки в районі Приморського шосе 394. Вид на Сестрорецьк
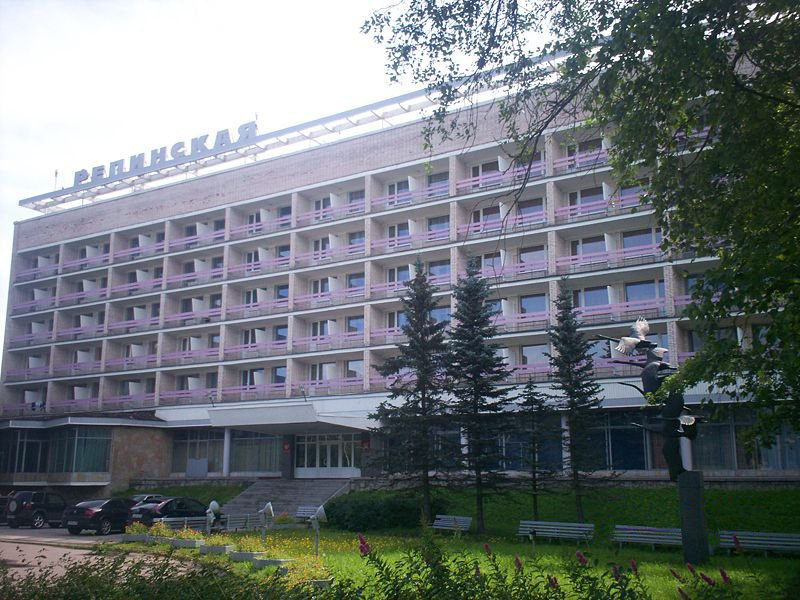
Готель «Рєпінський»
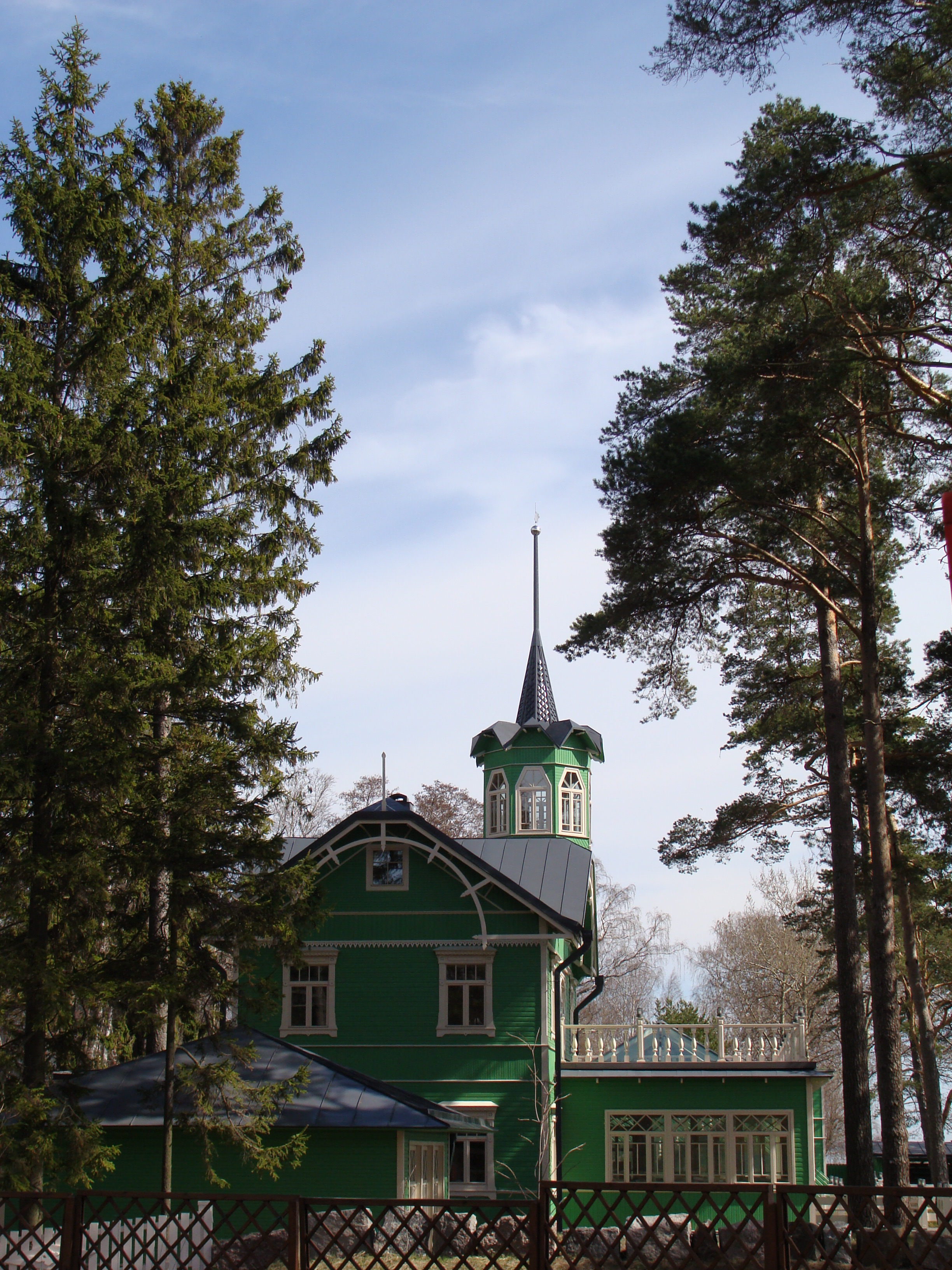
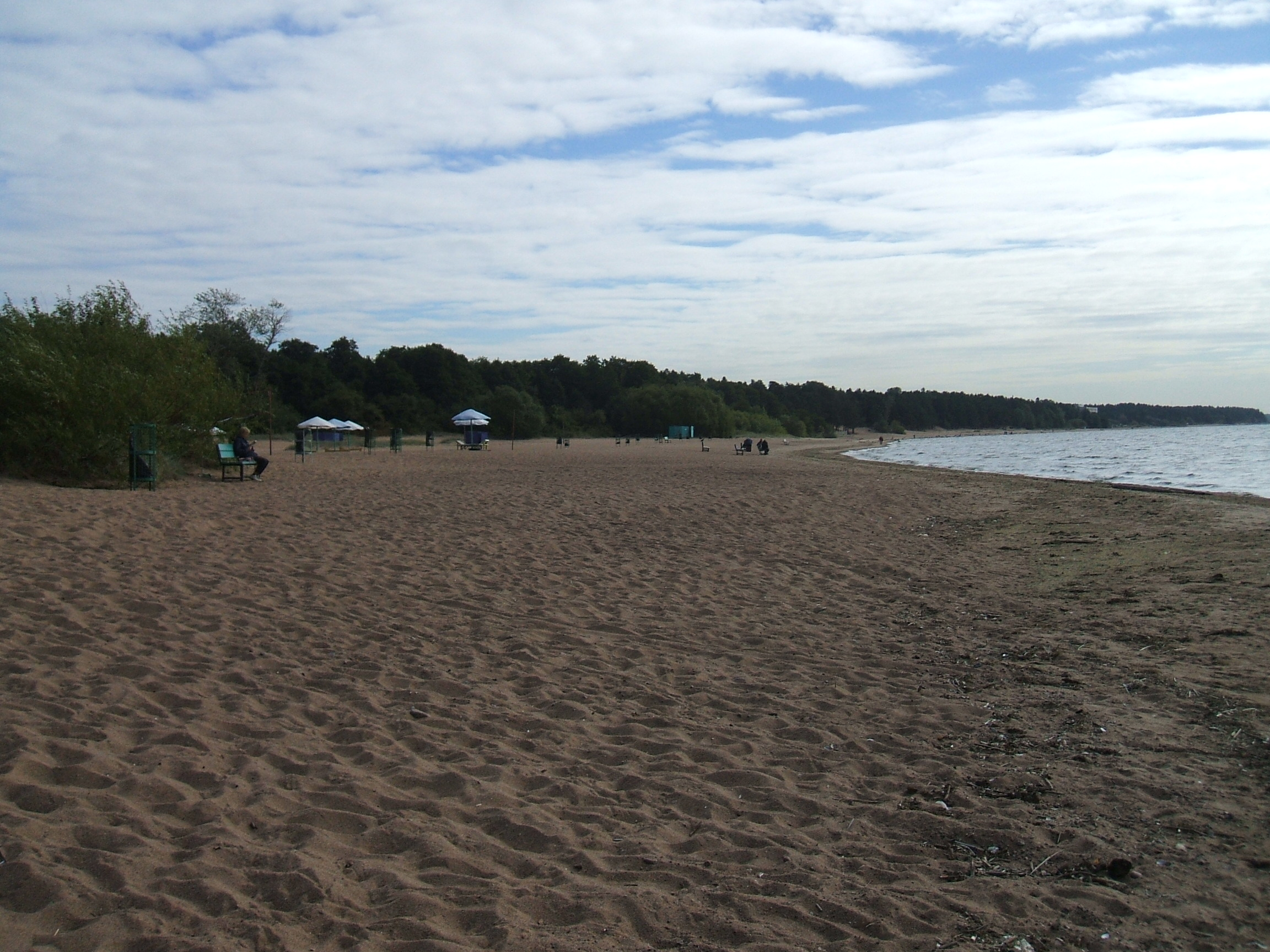
Пляж «Чудний»
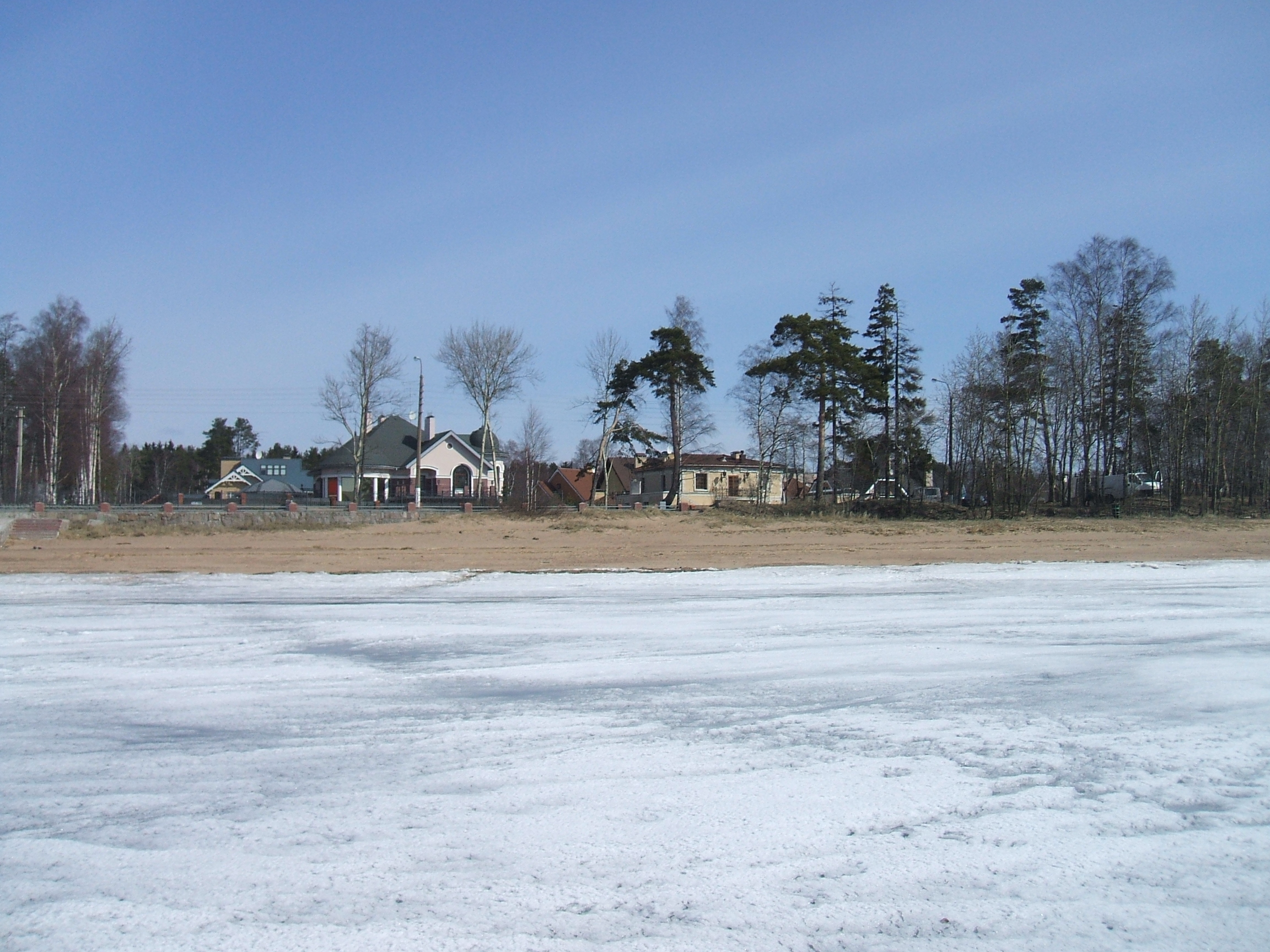
Котеджі на окраїнах Рєпіно
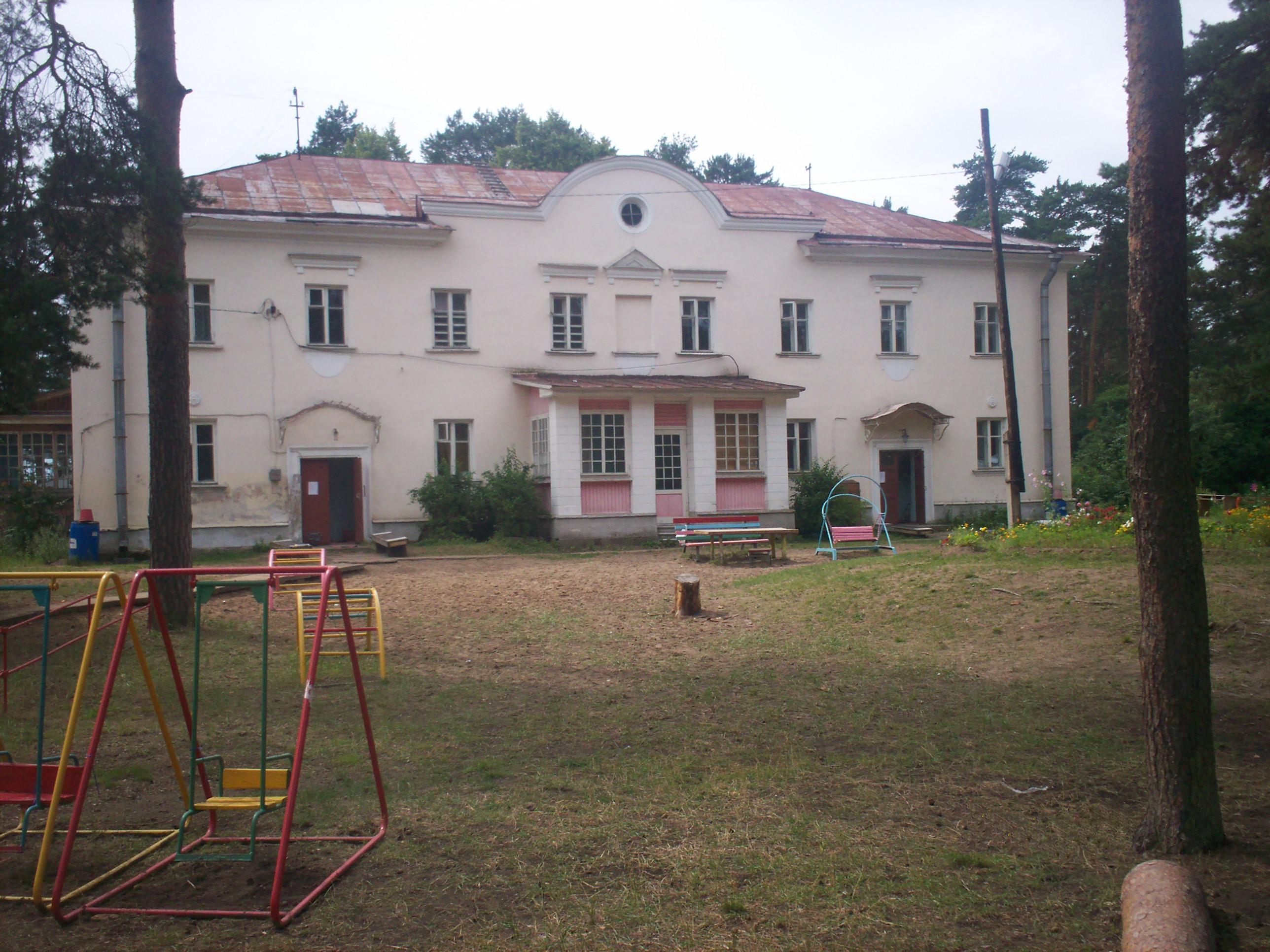
Рєпіно. Дитячий садок навпроти входу в Пенати
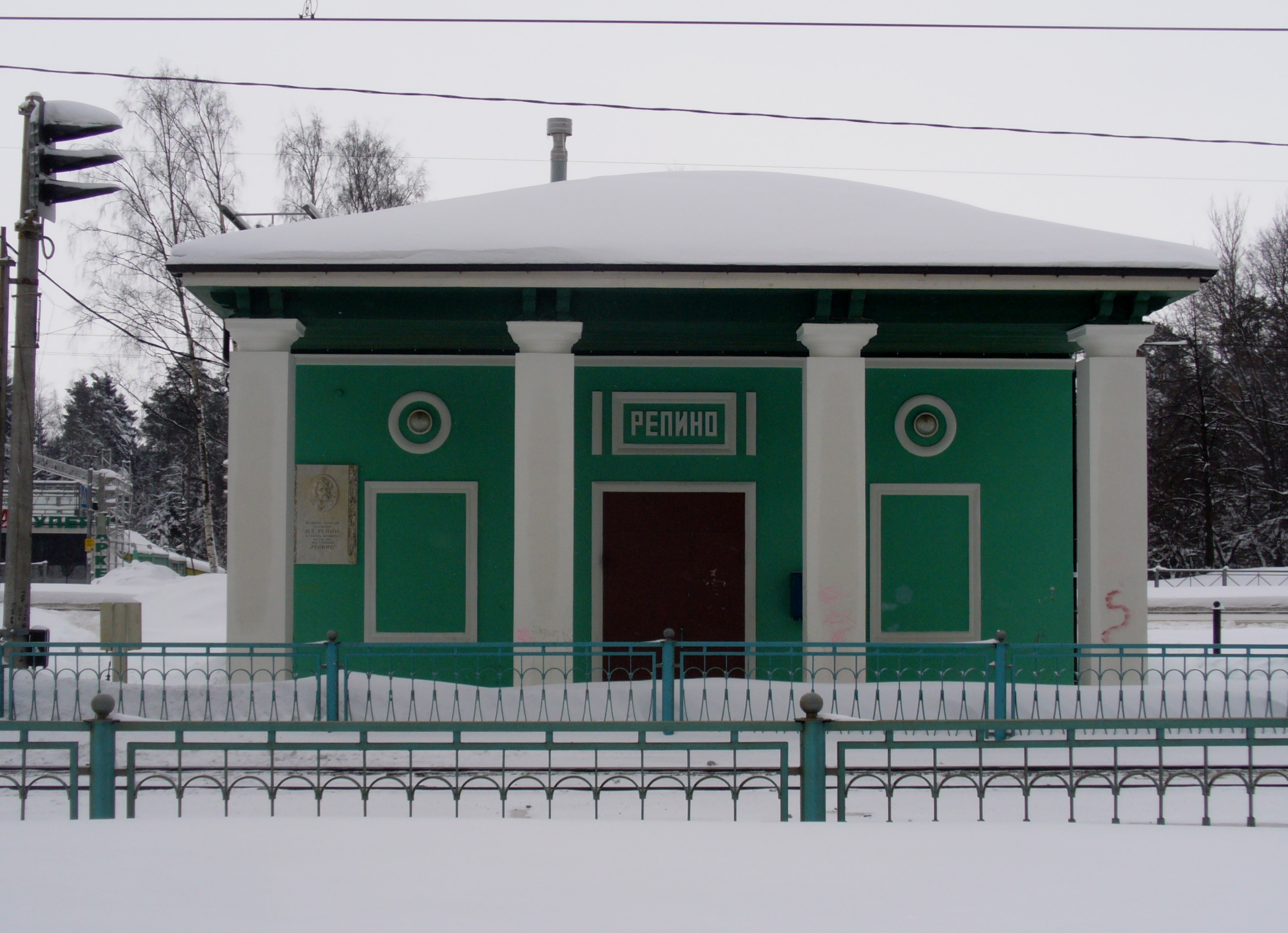
Касовий павільйон платформи Рєпіно

У 2010 році селище Рєпіно стало переможцем міського конкурсу з благоустрою серед 67 муніципальних утворень СПб у номінації «Кращий благоустрій селища», отримавши диплом губернатора Сестрорецькі береги. №24 (229). 11-24 грудня 2010 року.